# 超新星閃光人
《超新星閃光人》，是由日本東映製作的《超級戰隊系列》第10部特攝作品，於1986年（昭和61年）3月1日至1987年2月21日期間每週六下午6時在朝日電視台首播。

## 作品特色
- 首部以「宇宙」為主題的超級戰隊作品。
- 首次出現以「王」為名的大型機械人（Flash King）；而在合體後五人會共用同一個駕駛艙，亦為戰隊系列中合體機械人的首例[註 2]。
- 首次出現二號大型機械人（Titan Boy／Great Titan）。

## 故事概要
過去，邪惡的改造實驗帝國－梅斯的首腦勞·度斯大帝曾派遣五名異星獵人前往地球綁架五名小孩，然而卻因在旅途中遇上意外，那裝載了五名小孩的保溫艙被分別散落在閃光星系的五顆星球上，而五人則被當地的閃光星人救助，並且被他們扶養長大。
20年後，該五名小孩逐漸長大成人，而且也從閃光星人的嚴格訓練中，成為他想像中的超級戰士。而後來在得知梅斯將實驗目標轉向地球後，他們就趁閃光星人不注意時便登上宇宙基地離開閃光星，並回到地球與梅斯對戰。

## 登場角色

### 超新星閃光人
超新星閃光人，為五名被異星獵人綁架的地球人小孩，在意外抵達閃光星系後則被當地人的照顧及嚴格訓練。而在知悉梅斯看中了地球後亦悄悄返回其故鄉與之戰鬥及找尋自己的親父母。
然而在閃光星系環境成長的五人在地球逗留了一段時間後其身體便開始出現有死亡風險的反閃光現象，而最後則只有莎娜尋獲自己的親父母及擊敗了梅斯後則被迫離開地球。
金／ 紅閃光
演：垂水藤太
閃光人的隊長。
擁有相當優秀的領導能力，並有著成熟穩重的感覺。
在具有高度文明的閃光星成長，並精通劍術及射擊等一系列的戰鬥能力，而變身後其額頭上的稜鏡為紅寶石。
戴／ 綠閃光
演：植村喜八郎
閃光人的副隊長。
在閃光星旁的衛星－綠星上長大，而該處的陡峭山岩之環境讓其鍛鍊出驚人的蠻力，而且他也是一個重友情的青年。
變身後其額頭上的稜鏡為綠寶石，並以拳擊作為戰鬥技巧。
其他登場作品：《海賊戰隊豪快者》
布安／ 藍閃光
演：石渡康浩
閃光人隊員。
他是在閃光星系中的藍星上成長，並藉該處之炎熱的荒漠環境讓其擁有快速攀爬的超能力。
變身後其額頭上的稜鏡為藍寶石，並會以求生技能及雜技應付戰鬥。
莎娜／ 黃閃光
演：中村容子
閃光人隊員，在閃光星系中最寒冷的衛星－黃星上成長。
其長相甜美，同時亦心思細膩，是位擅長作戰分析的女參謀。
變身後其額頭上的稜鏡為黃玉，擅長分析敵人行動後則對之作出有效攻擊。
後來曾被卡烏拉擄走並被對方告知其父母下落之條件彈奏其基因合成器以助其擊敗勞·度斯；而在卡烏拉兌現承諾下才得知自己便是時村博士夫婦所失蹤的孩子，然而最後卻因其反閃光現象關係而以不捨的心情離開地球。
露／ 粉紅閃光
演：吉田真弓
閃光人隊員。
在閃光星系中最具重力之粉紅星上成長的她則擁有可以將自己身體輕易漂浮或在空中移動的超能力，也可作為她擅長的攻擊招式。
變身後其額頭上的稜鏡為鑽石，擅長運用跳躍力及踢技進行戰鬥。

#### 閃光人的協力者／相關者
馬格
聲：丸山裕子
原為負責守衛Round Base的高性能電子機器人，故剛開始被設定為防止入侵者及攻擊入侵基地的閃光人。後來在再次攻擊閃光人時卻意外掉下了標註閃光人的磁碟，並且在被植入該磁碟後便成為輔助閃光人的機械人。
其雙眼可發射光束，而其腹部亦裝設影像螢幕。
閃光星人
閃光星的居民，亦為閃光人的養父母。
在閃光人於閃光星期間則對之進行嚴格訓練，然而亦有為他們決定生日的和善之一面。
時村博士
演：石濱朗
科學家，於第8集初登場。
在20年前與其妻子一同目睹其孩子被一道強光擄走，而為了找尋其失蹤的孩子及更了解事發經過利用在事發地點遺下的能量爐並發明了時光機，雖屢次成功使用時光機返回過去，但還是未能詳盡知悉其失蹤孩子之線索。
因與其妻子在其孩子被擄走的同時亦遭受強光影響到記憶，故當初以為其失蹤的孩子為男嬰；直至當其妻子在被獸戰士布庫洛斯的影響下恢復當時的記憶，並告知其失蹤的孩子則為女嬰。
後來曾被卡烏拉擄走並被脅迫為其製作基因合成器；而最後在與其妻兒返回其故居時發現莎娜所留下的信息而知悉莎娜就是其所失蹤的孩子，其後他們亦以不捨的心情告別及目送閃光人離開地球。
時村 節子（ときむら せつこ）
演：久保田民繪
時村博士的妻子，於第8集初登場。
在20年前與其丈夫一同目睹其孩子被一道強光擄走，同時亦因遭受強光而影響到記憶。
直至於一次充當被獸戰士布庫洛斯之能力變回孩童的戴之母親時，為保護戴而被布庫洛斯的能力影響下恢復當時其孩子被擄走的記憶。
時村 綠（ときむら みどり）、時村 香織（ときむら かおり）
演：佐藤彌生（綠）、清藤惠（香織）
兩人皆為時村博士的女兒，於第8集初登場。
雷·巴拉奇
演：城春樹／聲：銀河萬丈
梅斯的改造生命體，於第17集初登場。
過去在閃光星上與其星球的傳說之英雄泰坦決戰時卻輸掉了對方，然而凱夫侖卻打算將兩人一同消滅，結果同樣成為攻擊目標的巴拉奇則被英雄泰坦救走，而巴拉奇在被對方的話語感動後則與其產生了友誼。其後英雄泰坦因不敵梅斯而逝，然而在臨終前亦委托巴拉奇帶同Flash Titan前往地球，隨後巴拉奇亦按照其遺願，並且在抵達地球過後隨即與Flash Titan在當地沉睡了100年。
而在Flash King遇險時所發出的信號卻喚醒了Flash Titan及巴拉奇，隨後作為梅斯背叛者的他在被閃光人救走後則對之說明一切。後來雖然閃光人成功以Flash Titan擊敗了獸戰士The·吉萊卡，卻巴拉奇則不慎被卡烏拉一行人俘虜至拉伯，甚至被作為獸戰士The·多雷剋的操縱人偶，其後雖被閃光人再次救走，但因其身子虛弱加上致命傷而在未能透露閃光人會面臨之大弱點而告終，而閃光人則於其逝世後為他設立了墳墓。

### 改造實驗帝國 梅斯
改造實驗帝國 梅斯，為於宇宙中已經掠奪無數行星，以一切邪惡且殘忍的手段進行改造實驗的邪惡組織。
大帝 勞·度斯
聲：石塚運昇
改造實驗帝國梅斯的最高支配者。
臉上戴著白色的假面，身體由許多鎧甲所覆蓋的神秘人物。
為了讓自己成為君臨全宇宙的完全生命體，故經過長年累月的生命改造實驗，其身體則聚集了大量宇宙生物之基因。
後期亦提供其自身的度斯基因予凱夫侖製作度斯獸戰士；但其後卻因卡烏拉以脅迫時村博士製作基因合成器兼且在莎娜的彈奏下導致混亂，隨後被趁機進攻拉伯的卡烏拉擊敗。
然而勞·度斯則透過其殘留的度斯基因重生，但卻被凱夫侖以基因合成器改造為度斯獸戰士The·度斯拉，期間曾被閃光人的Prism Shooter之槍擊回復原貌及自我意志。後來在被閃光人以兩次的Rolling Vulcan的炮擊消滅後則被凱夫侖再度改造為The·度斯拉並巨大化，但最後仍不敵Flash King而擊敗。
後來凱夫侖利用其遺骸製造度斯獸戰士The·戴摩斯，雖然成功擊敗Flash King，但還是不敵Great Titan的Titan Nova連環攻擊而徹底消滅。
大博士 李·凱夫侖
演：清水綋治
梅斯的科學家。
常以採集到的基因進行生命改造實驗，並自稱為「生命改造實驗的藝術家」。
其實為地球人，在300年前還是嬰兒時期的他被拐擄後接受了梅斯的教育而成為了大博士。
後來在閃光人進攻拉伯後，在毫無應對下對閃光人謊稱能以基因合成器治癒其反閃光現象，結果在黃閃光槍擊基因合成器後，精神崩潰的凱夫侖便彈奏被損壞的基因合成器，而其所釋放之能量亦導致拉伯爆炸，自己亦在其故鄉－地球結束自己的一生。
雷·內菲爾
演：萩原佐代子
梅斯的幹部。
擁有豹紋與鎧甲融合的身軀，而使用武器為可釋放光束鞭的刺劍型指揮棒，另外其自身亦擅長變裝。
後來接受了凱夫侖的改造手術而能夠變身為妖獸士內菲爾拉，變身後則擁有製造幻覺之能力，並以名為Death Breeze的雙劍為武器。
後期視讓自己誕生的凱夫侖為其父親，並願意貢獻其基因予凱夫侖製作度斯獸戰士The·內夫爾斯，以自爆並透過自己提供之能量重生之戰術擾亂閃光人，然而在被紅閃光識破其秘密後則與對方決勝負，但還是被對方擊敗。
然而內菲爾並未有因而喪命，兼且繼續與閃光人對戰，但最後在閃光人進攻拉伯時為保護凱夫侖而再度被紅閃光之Prism聖劍殺害。
雷·溫達
演：廣瀨和久
梅斯的幹部。
附有可飛行的翅膀，而其手指及手心亦能釋放光束；而後期更獲得刀劍武器Killer Saber。
為凱夫侖以五種外貌醜陋的宇宙生物之基因製造，因該五種生物的生理節律在相隔50年便會同時達至頂點，屆時溫達亦會同樣出現超能力。
在其生理節律達至頂點期間溫達亦以其超能力與同由其五種生物製作的獸戰士The·吉魯基司之能力製造了Killer Saber，並且屢次讓金／紅閃光身陷險境。然而在其生理節律消失後則被對方反擊兼且被斬去了一側翅膀，事後溫達則誓言要將金／紅閃光擊敗。
後來接受了凱夫侖的改造手術而能夠變身為妖獸士溫達拉，變身後則擁有暫停其對手行動3秒之能力，有時還會在與獸戰士的能力共同影響下延長暫停時間。
後期在內菲爾被閃光人擊敗後便請求凱夫侖以其基因製作度斯獸戰士The·溫達魯，並在變身為溫達拉後與其以無時限的停止對手行動之共同能力讓閃光人身陷苦戰，然而溫達因在時村博士兩次操作時光機之衝擊下而喪失了變身為妖獸士之能力，最後在與紅閃光的單挑下卻不敵對方的Prism聖劍，而力量耗盡的溫達亦因而自爆身亡。
雷·加魯斯
梅斯的幹部。
沒有語言能力，但擁有一身鋼鐵的盔甲及無窮威力。
後來接受了凱夫侖悄悄種植的能量之花的沐浴而獲得強化，然而在承受了閃光人的Rolling Vulcan兩次攻擊並且在巨大化後仍不敵Flash King而死。
烏爾克、基魯特
演：長門美雪（烏爾克）、小島裕子（基魯特）
兩人皆為梅斯的準幹部。
其皆分別擁有狼（烏爾克）與貓（基魯特）的基因，並擅長近身肉搏戰。
後來基魯特則被凱夫侖作為製造度斯獸戰士The·基魯特斯之材料，其後烏爾克為解救身陷困境的The·基魯特斯便自願獻身作為其能量而被之吸收，但最後The·基魯特斯則在巨大化後仍被Giant Titan的Titan Nova消滅。
獸戰士
由凱夫侖以宇宙生物或地球上的生物基因合成後創造的生命體，為梅斯的作戰尖兵。
以藍色的人工心臟驅動，但沒有語言能力。
後期勞·度斯亦提供其度斯基因予凱夫侖製作較一般獸戰士之力量增強數倍的度斯獸戰士。
兵士 佐洛
梅斯的兵卒，以行軍蟻的基因製造。
具昆蟲般的臉孔，能從口中吐出強酸性的溶解液及有快乾性且黏力強的溶解絲，但右胸的藍色球狀人工心臟為其弱點。
克拉肯
為凱夫侖以水母的基因製造的改造生命體，於第2集初登場。
能從其眼部釋放能量讓被打敗的獸戰士重生並巨大化，然而在釋放過後其自身則會縮小。
最後被凱夫侖作為製造The·戴摩斯之材料而與其同化。
雷·巴拉奇
參照閃光人的協力者／相關者。

### 異星獵人
異星獵人，由來自多個星系的異星人組成，貫徹恐怖主義的傭兵部隊。
Sir·卡烏拉
演：中田讓治
異星獵人的首領，於第15集初登場。
以「暗黑獵人」遠近馳名的異星人，並以可變形為長槍的電磁鞭作為武器。
過去與其異星獵人部隊誘拐嬰孩時期的閃光人；後來再次被梅斯延攬加入，並替其搜集更多能作為實驗材料的生物與抹殺閃光人為主。
對其部下疼愛有加，而在後期知悉梅斯意欲將其部下作為獸戰士The·基坦的食物後便與之決裂。
其後卡烏拉擄走了時村博士並脅迫其製作基因合成器以打敗勞·度斯，然而自己卻因其彈奏技術不靈活關係而將莎娜擄走，並以告知其父母下落之條件要求莎娜彈奏。而在成功將被改造為度斯獸戰士的加爾丹回復原貌及讓勞·度斯混亂後便趁機進入拉伯將勞·度斯擊敗，但隨後在與紅閃光的單挑決鬥中卻輸掉了對方。
最後在與莎娜兌視了承諾後則駕駛其飛船以自殺式攻擊撼向拉伯。
包拉
卡烏拉旗下的異星獵人老大。
擁有怪力及能夠吐息火焰，並以鐮刀作為武器。
然而最後在被梅斯俘虜後則被對方作為度斯獸戰士The·塔夫摩斯之材料。
凱拉歐
卡烏拉旗下的異星獵人，是位用槍高手。
後來在被獸戰士The·基坦攻擊期間曾被數名小孩跟布安救走，然而最後為解救身陷險境的布安而成為The·基坦的食物。
荷古
卡烏拉旗下唯一一位女性異星獵人。
使用武器為弓箭，其雙眼亦能釋放麻痹光束；另外其聽覺出色，故亦能夠在黑暗之中透過聲音辨認並準確地命中目標。
然而最後在被梅斯俘虜後則被對方作為度斯獸戰士The·塔夫摩斯之材料。
霍
卡烏拉旗下的異星獵人。
以迴力鏢作為武器，其頭髮亦能釋放高壓電；另外其眼部亦裝載視力調整用機械以有助看清目標。
然而最後在被梅斯俘虜後則被對方作為度斯獸戰士The·塔夫摩斯之材料。
波·加爾丹
演：岡本美登
於第43集初登場。
卡烏拉的得力副手，在宇宙流浪的他於抵達地球並與卡烏拉會合後則與其一同對抗閃光人與梅斯。
能靈活運用覆蓋右半臉的印記發射光束，而其武器則為兩支可伸縮的鳶口加爾棍。
後來不慎被內菲爾俘虜後則被改造為度斯獸戰士The·加爾戴斯，而雖曾在卡烏拉要求莎娜彈奏的基因合成器影響下回復原貌，但仍不敵凱夫侖的基因合成器而變回獸戰士，而最後在巨大化後則被Great Titan的Titan Nova消滅。

## 閃光人的裝備

### 裝備／武器
共同裝備／武器
Prism Flash
閃光人所配戴的手環。
具變身及通訊功能，並能釋放具攻擊性的閃光。
Prism Suit
閃光人所穿的戰鬥強化服。
其能源則來自其頭盔上的稜鏡，該稜鏡與閃光星系的力量相互制衡及傳送。然而當閃光星系所有星球連為一直線排列時，各星球之間的閃光力量則會相互抵消，故讓身穿強化服的閃光人的力量更為耗弱。
後來馬格亦為Prism Suit頭盔上的稜鏡進行強化，故而讓閃光人的Prism Suit機能獲得提升。
Prism Shooter
閃光人的萬能型武器。
能夠變形為「槍械」及「劍+盾牌」的模式。
Super Spear
以五人的Prism Shooter之劍型態合體的長槍。
Cross Boomerang
以五人的Prism Shooter之盾牌合體的迴力鏢。
Flash Hawks
閃光人的五輛機車。
能發揮以每小時300公里以上之速度衝刺的Flash Speed；而每輛機車皆各配備武器，分別為 火神炮、 連發導彈、 火箭炮、 機關炮以及 雷射光。
Rolling Vulcan
由閃光人各持有的火神炮所合體的格林炮型必殺武器。
當所有火神炮合體過後便會由黃閃光確認目標已鎖定，其後會發射五色光束消滅敵人。
個人裝備／武器
 紅閃光
Prism聖劍
以稜鏡特製的刀劍。
 綠閃光
Prism Kaiser
以稜鏡特製的雙拳套。
Kunckle Glove
戴在未變身時所使用的指節套環，亦可透過投擲攻擊敵人。
 藍閃光
Prism Ball
為藍閃光透過其稜鏡之力使出可包圍自己的閃光球體。
Star Dart
布安在變身前後亦會使用的六芒星型手裏劍。
 黃閃光
Prism Baton
以稜鏡特製的雙棍棒。
Shocking Bead
莎娜在未變身時所使用的小型圓珠炸彈。
 粉紅閃光
Prism Boot
以稜鏡特製的雙靴。
Shocking Heart
露在未變身時所使用的內藏炸彈之愛心型手裏劍。

### 大型機械
Round Base
閃光人的可移動大型基地。
其初期則位於閃光星的地底，後來閃光人則搭乘其前往地球，並座落在一處隱蔽的山地。
Star Condor
閃光人的巨大航空母艦。
其武器為導彈及雙門光束，並可收納Tank Command、Jet Delta、Jet Seeker以及Flash King的Cosmo Sword。
 Tank Command
由紅閃光負責駕駛的可飛行大型戰車，配備武器為Tank Command Missile。
為Flash King的頭部及身驅。
   Jet Delta
由綠閃光與黃閃光兩人駕駛的高性能戰鬥機，而其配備武器為Delta Beam。
為Flash King的右手臂與右腿。
   Jet Seeker
由藍閃光與粉紅閃光兩人駕駛的多用途反潛機。
配備武器為Seeker Beam，另外其頂部亦裝備可作為Flash King的King Shield之雷達偵測圓盤。
為Flash King的左手臂與左腿。
Flash King
由Tank Command、Jet Delta與Jet Seeker合體的大型機械人，於第2集初登場。
其配備武器為收納於Star Condor的大劍Cosmo Sword、由Jet Seeker的偵察圓盤變形之盾King Shield以及從其腹部發射的導彈King Missile。
其必殺技為「Super Cosmo Flash」，在接收了Cosmo Sword後便透過其額上之稜鏡能量注入劍刃，最後對敵人斬擊。
後來曾被獸戰士The·茲康達之攻擊而嚴重損壞，其後經閃光人收復後便繼續與其並肩作戰。
Flash Titan
於第17集初登場。
為過去閃光星之傳說英雄泰坦遺下的大型拖車，而在英雄泰坦戰逝後雷·巴拉奇亦按照其遺願駕駛Flash Titan前往地球，並且在當地沉睡了100年。
後來Flash King在被獸戰士The·茲康達破壞後便發出訊號予Flash Titan重啟，其後便作為閃光人的大型戰車。
其共分為兩部分－曳引車與貨櫃，而配備武器為Titan Missile。
Titan Boy
由Flash Titan的曳引車部分獨自變形的大型機械人，於第18集初登場。
其體型較Flash King小，但其機動性及靈敏性高。
配備武器為附有刀刃的輪胎型手裏劍Radial Cutter、輪胎型炸彈Radial Bomber以及其雙肩的加農炮Boy Cannon等。
Great Titan
由Flash Titan的貨櫃部分變形並與Titan Boy組合之型態，於第18集初登場。
其巨大體型則超越了Flash King，但僅能緩慢移動。
其必殺技為「Titan Nova」，為由其胸前的巨大稜鏡石釋放之破壞光束。

## 設定
閃光星系
為閃光人所成長之星系。
 閃光星
金所成長之紅色行星，亦是閃光星系中唯一一顆行星、體積最大及最繁榮之星球。
擁有高度文明，但皆往地底發展。
 綠星
戴所成長之衛星，其環境皆佈滿岩石與礦物。
 藍星
布安所成長之衛星，亦是閃光星系中溫度最高、體積最小及最荒涼之沙漠星球。
 黃星
莎娜所成長之衛星，亦是閃光星系中溫度最低及唯一一顆擁有星球環之星球。
 粉紅星
露所成長之衛星，亦是閃光星系中最具重力之星球。
改造實驗基地 拉伯
梅斯的圓盤型移動要塞。
其前端中央則有個類似巨大眼睛之外觀能發射破壞光線。
然而最後因凱夫侖彈奏已損壞之基因合成器所釋放的能量摧毀並爆炸。
拉伯戰鬥機
梅斯的戰鬥機。
其前端擁有類似眼睛之外觀可發射破壞光線；另外其亦擁有三條長腿可於陸地上行走。
基因合成器
為製作及改造生命體之合成裝置，而其操作方法則與彈奏風琴相似。
反閃光現象
為於閃光星系成長的人在其他星球待上一段時間後其身體便會開始與當地環境產生排斥之現象。
其最初情況為與當地生物接觸時會有觸電的感覺，後期便出現不能接受水分、呼吸困難及不能被太陽光照射等，若繼續留在當地則會有死亡的風險。
而逗留在地球的閃光人後期亦因反閃光現象導致其身體情況日漸轉差，而最後在與梅斯之戰鬥結束後，閃光人便隨即被Star Condor接收並離開了地球，當閃光人們回到了宇宙空間後，反閃光現象自然消失。

## 製作團隊
製作人員：
- 原作：八手三郎
- 製作人：
  - 朝日電視台：加藤守啓
  - 東映：鈴木武幸

- 劇本：曾田博久、藤井邦夫、井上敏樹、島田滿、照井啓司、長石多可男
- 導演：堀長文、山田稔、東條昭平、長石多可男
- 動作導演：山岡淳二、西本良治郎、竹田道弘
- 配樂：田中公平
- 特攝導演：矢島信男
- 製作：朝日電視台、東映、東映Agency

皮套演員：
-  紅閃光：新堀和男
-  綠閃光：的場耕二、北村隆幸（代演）
-  藍閃光：喜多川務
-  黃閃光：赤田昌人、宮崎剛（代演）
-  粉紅閃光：蜂須賀祐一、宮崎剛（代演）

## 播放列表
以下時間以當地首播時間（日本時間）為準：
| 首播日期   | 集數 | 標題 （日語）（漢譯）  | 登場獸戰士     | 編劇       | 導演       |
| ---------- | ---- | ---------------------- | -------------- | ---------- | ---------- |
| 1986/03/01 | 1    | 趕快！拯救地球         | - The·巴拉博斯 | 曾田博久   | 堀長文     |
| 1986/03/08 | 2    | 看吧！大型機械人       | - The·茲爾爾克 | 曾田博久   | 堀長文     |
| 1986/03/15 | 3    | 宿敵？獵人！           | - The·札摩斯   | 曾田博久   | 山田稔     |
| 1986/03/22 | 4    | 馬格是天才機械人？！   | - The·基萊伊   | 曾田博久   | 東條昭平   |
| 1986/03/29 | 5    | 別小看女戰士！         | - The·蓋魯佐爾 | 曾田博久   | 東條昭平   |
| 1986/04/05 | 6    | 咆哮吧！戰車           | - The·薩札     | 曾田博久   | 山田稔     |
| 1986/04/12 | 7    | 氣球啊 成為武器吧      | - The·加利布魯 | 藤井邦夫   | 山田稔     |
| 1986/04/19 | 8    | 父親啊！母親啊！妹妹啊 | - The·茲甘     | 曾田博久   | 長石多可男 |
| 1986/04/26 | 9    | 追趕時間的博士         | - The·茲甘     | 曾田博久   | 長石多可男 |
| 1986/05/03 | 10   | 擊破！花卉少女的圈套   | - The·加爾巴利 | 藤井邦夫   | 東條昭平   |
| 1986/05/10 | 11   | 露是獸戰士的母親       | - The·帕瓦布魯 | 曾田博久   | 東條昭平   |
| 1986/05/17 | 12   | 超能量！溫達           | - The·基魯基司 | 曾田博久   | 山田稔     |
| 1986/05/24 | 13   | 激戰！金的危機         | - The·吉爾加爾 | 藤井邦夫   | 山田稔     |
| 1986/05/31 | 14   | 戀愛？！布安與不良少女 | - The·馬西拉斯 | 井上敏樹   | 長石多可男 |
| 1986/06/07 | 15   | 大型機械人崩壞         | - The·茲康達   | 曾田博久   | 長石多可男 |
| 1986/06/14 | 16   | 人類迷你化作戰         | - The·茲康達   | 曾田博久   | 東條昭平   |
| 1986/06/21 | 17   | 神秘的大型暴走車！     | - The·吉萊卡   | 曾田博久   | 東條昭平   |
| 1986/06/28 | 18   | 大逆轉！變形機械人     | - The·吉萊卡   | 曾田博久   | 山田稔     |
| 1986/07/05 | 19   | 巴拉奇決死的遺言       | - The·多雷剋   | 曾田博久   | 山田稔     |
| 1986/07/12 | 20   | 復活！大型機械人！     | - The·布魯札斯 | 藤井邦夫   | 長石多可男 |
| 1986/07/26 | 21   | 悲傷的莎娜             | - The·佐巴魯達 | 島田滿     | 長石多可男 |
| 1986/08/02 | 22   | SOS！不死鳥！          | - The·阿爾高斯 | 藤井邦夫   | 東條昭平   |
| 1986/08/09 | 23   | 心跳加速的許願！       | - The·涅基奇   | 曾田博久   | 山田稔     |
| 1986/08/16 | 24   | 不可思議的暑假         | - The·茲康達   | 曾田博久   | 長石多可男 |
| 1986/08/23 | 25   | 趕快 金 無法合體       | - The·達皮拉斯 | 照井啓司   | 山田稔     |
| 1986/08/30 | 26   | 宇宙南瓜料理           | - The·古爾梅斯 | 曾田博久   | 東條昭平   |
| 1986/09/06 | 27   | 戴 友情之拳            | - The·賈岡     | 井上敏樹   | 長石多可男 |
| 1986/09/13 | 28   | 壯烈！火焰加魯斯       | -              | 曾田博久   | 東條昭平   |
| 1986/09/20 | 29   | 妖獸士溫達拉           | - The·索多斯   | 曾田博久   | 東條昭平   |
| 1986/09/27 | 30   | 怪奇內菲爾拉           | - The·剛梅爾   | 曾田博久   | 山田稔     |
| 1986/10/04 | 31   | 消失！五人的力量       | - The·古斯特洛 | 曾田博久   | 山田稔     |
| 1986/10/11 | 32   | 喜歡喜歡 馬格          | - The·比儂     | 曾田博久   | 長石多可男 |
| 1986/10/18 | 33   | 爸爸不能輸！           | - The·烏爾基爾 | 曾田博久   | 東條昭平   |
| 1986/10/25 | 34   | 在激流中消失的布安     | - The·馬札拉斯 | 藤井邦夫   | 長石多可男 |
| 1986/11/01 | 35   | 星空的二重奏           | - The·蓋拉巴斯 | 井上敏樹   | 東條昭平   |
| 1986/11/08 | 36   | 可怕的神秘蟲           | - The·梅塔嘉斯 | 曾田博久   | 山田稔     |
| 1986/11/15 | 37   | 幽靈的初戀             | - The·德比魯布 | 藤井邦夫   | 長石多可男 |
| 1986/11/22 | 38   | 金的死期？！           | - The·傑拉基路 | 井上敏樹   | 長石多可男 |
| 1986/11/29 | 39   | 怒火中燒的莎娜         | - The·梅儂加   | 曾田博久   | 山田稔     |
| 1986/12/06 | 40   | 處刑都市XX作戰         | - The·傑葛爾   | 長石多可男 | 長石多可男 |
| 1986/12/13 | 41   | 變成小孩的戴           | - The·布庫洛斯 | 曾田博久   | 東條昭平   |
| 1986/12/20 | 42   | 別哭！女戰士           | - The·德斯康   | 曾田博久   | 東條昭平   |
| 1986/12/27 | 43   | 卡烏拉的反叛！         | - The·基坦     | 曾田博久   | 長石多可男 |
| 1987/01/10 | 44   | 度斯獸戰士現身         | - The·塔夫摩斯 | 曾田博久   | 東條昭平   |
| 1987/01/17 | 45   | 戰士啊 離開地球        | - The·基爾特斯 | 曾田博久   | 東條昭平   |
| 1987/01/24 | 46   | 僅剩20日的生命！！     | - The·內夫爾斯 | 曾田博久   | 長石多可男 |
| 1987/01/31 | 47   | 溫達！死亡的嚎叫       | - The·溫達魯   | 曾田博久   | 長石多可男 |
| 1987/02/07 | 48   | 卡烏拉的末日！！       | - The·加爾戴斯 | 曾田博久   | 東條昭平   |
| 1987/02/14 | 49   | 勞·度斯的逆襲          | - The·度斯拉   | 曾田博久   | 東條昭平   |
| 1987/02/21 | 50   | 再見了！故鄉之星       | - The·戴摩斯   | 曾田博久   | 東條昭平   |

## 音樂
片頭曲：
作詞：園部和範
作曲：武川行秀
編曲：奧慶一
演唱：北原拓
片尾曲：
作詞：及川恒平
作曲：武川行秀
編曲：奧慶一
演唱：北原拓
插曲：

作詞：及川恒平
作曲：武川行秀
編曲：有澤孝紀
演唱：北原拓

作詞：八手三郎
作曲、編曲：田中公平
演唱：宮內孝之

作詞：及川恒平
作曲、編曲：田中公平
演唱：北原拓

作詞：冬杜花代子
作曲：武川行秀
編曲：田中公平
演唱：中村容子

作詞：冬杜花代子
作曲、編曲：田中公平
演唱：宮內孝之、蟋蟀'73、SHINES

作詞：園部和範
作曲、編曲：有澤孝紀
演唱：北原拓

作詞：冬杜花代子
作曲、編曲：田中公平
演唱：丸山裕子

作詞：園部和範
作曲：武川行秀
編曲：有澤孝紀
演唱：北原拓

作詞：及川恒平
作曲、編曲：田中公平
演唱：蟋蟀'73、SHINES、宮內孝之

## 劇場版
《超新星閃光人》
與此作同名及首部劇場版電影，於1986年3月15日首映。
製作人員：
- 導演：山田稔
- 劇本：曾田博久

《超新星閃光人 大逆轉！Titan Boy》
此作第二部劇場版電影，為主篇第15、17-18集的重新編集版，於1987年3月14日首映。
製作人員：
- 導演：東條昭平、山田稔
- 特攝導演：矢島信男

## 海外播放

### 台灣
此作曾於1996年由首華卡通頻道以《超新星閃電武士》為譯名播出。

## 相關連結
- （页面存档备份，存于）